# Fumana
Fumana (Fumana (Dunal) Spach) – rodzaj roślin należący do rodziny czystkowatych (posłonkowatych). Należy do niego 19–21 gatunków. Występują one głównie w basenie Morza Śródziemnego – w południowej, zachodniej i środkowej Europie (na północy sięgając po szwedzką Olandię), w północnej Afryce i w zachodniej Azji, na wschodzie sięgając po Iran i Turkmenistan. Centra zróżnicowania stanowią obszar śródziemnomorski z 13 gatunkami i Azja Mniejsza z 10. Rosną w miejscach suchych, na podłożu skalistym i piaszczystym, zwykle w niskich formacjach zaroślowych.
Rośliny z tego rodzaju bywają uprawiane jako ozdobne. 

## Morfologia

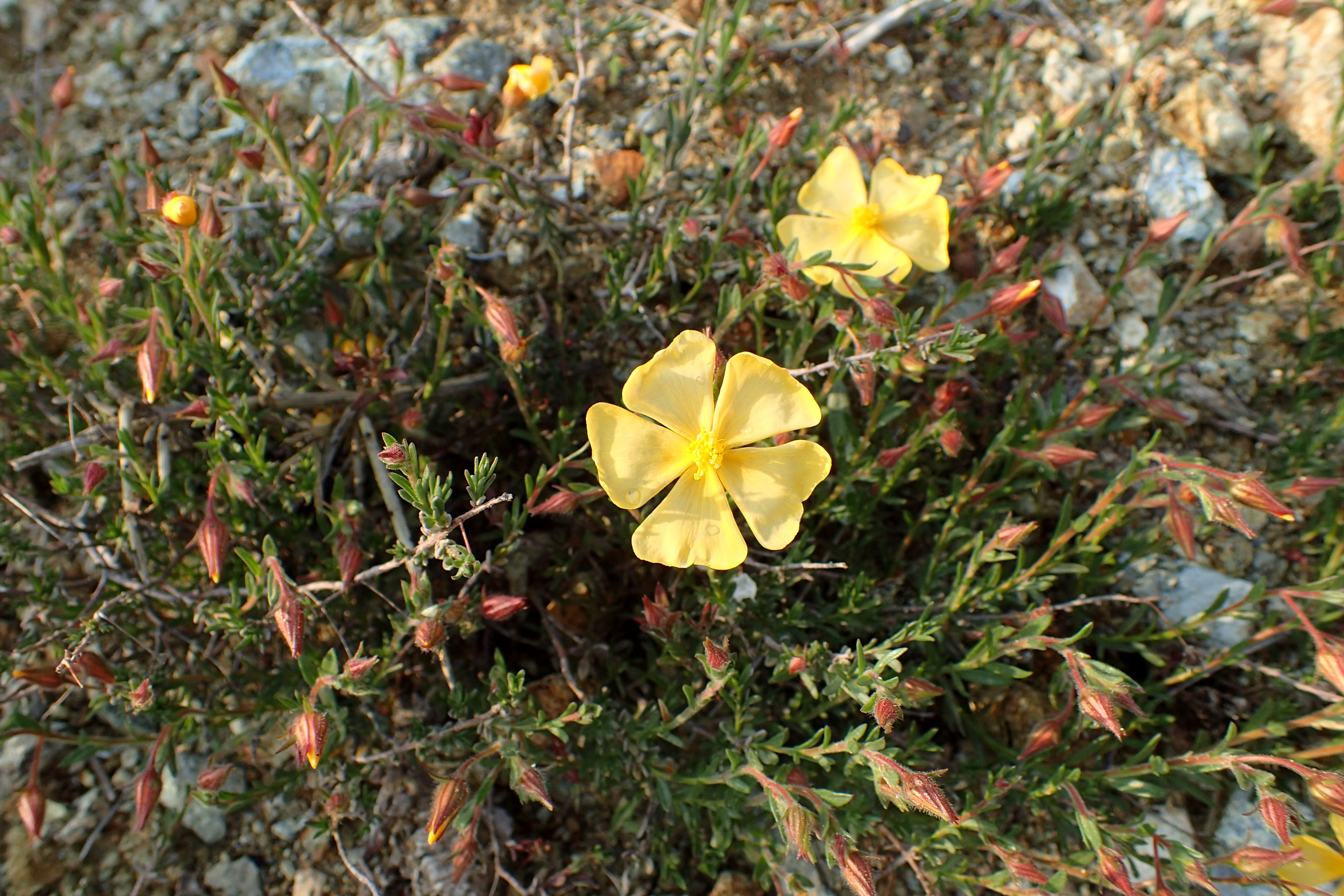
Fumana arabica

PokrójNiskie krzewinki o pędach ścielących się lub wznoszących.
LiścieUlistnienie naprzeciwległe, z przylistkami lub bez. Blaszka bardzo wąska, często szydlasta.
KwiatyKwiaty promieniste, pięciokrotne, tworzące się na szypułkach. Kielich tworzony jest przez 5 działek, z czego dwie zewnętrzne są mniejsze od trzech wewnętrznych i jednożyłkowe (zewnętrzne mają 4–5 wyraźnych wiązek przewodzących). Płatków korony jest 5, zawsze barwy żółtej. Pręciki są liczne, przy czym charakterystyczne dla tego rodzaju jest to, że zewnętrzny ich okółek jest sterylny, o nitkach przewęzistych. Zalążnia górna, powstaje z trzech owocolistków, z zalążkami anatropowymi. Szyjka słupka pojedyncza, długa i cienka. Znamię zwykle okazałe, rozszerzające się i trójłatkowe.
OwoceTorebki. Nasiona duże, czasem dwojakiego rodzaju, z okazałym szwem na łupinie.

## Systematyka
Rodzaj z rodziny czystkowatych Cistaceae. W obrębie rodziny zajmuje pozycję bazalną. Kolejną linię ewolucyjną stanowi rodzaj cienkota Lechea, wskazywany też jako siostrzany względem Fumana. Analizy molekularne wskazują na to, że ostatni wspólny przodek gatunków tworzących grupę koronną rodzaju żył ok. 20,72 miliony lat temu oraz, że rodzaj wyewoluował w północno-zachodniej części obszaru środziemnomorskiego.
Wykaz gatunków
- Fumana aciphylla Boiss.
- Fumana arabica (L.) Spach
- Fumana bonapartei Maire & Petitm.
- Fumana ericoides (Cav.) Gand.
- Fumana fontanesii Clauson ex Pomel
- Fumana fontqueri Güemes
- Fumana grandiflora Jaub. & Spach
- Fumana × heywoodii Rivas Mart. & al.
- Fumana juniperina (Lag. ex Dunal) Pau
- Fumana lacidulemiensis Güemes
- Fumana laevipes (L.) Spach
- Fumana laevis (Cav.) Pau
- Fumana oligosperma Boiss. & Kotschy
- Fumana paphlagonica Bornm. & Janch.
- Fumana paradoxa Heywood
- Fumana procumbens (Dunal) Gren. & Godr. – fumana rozesłana
- Fumana scoparia Pomel
- Fumana thymifolia (L.) Webb
- Fumana trisperma Hub.-Mor. & Reese
- Fumana viridis (Ten.) Sennen